# Rhacochelifer tingitanus
Rhacochelifer tingitanus är en spindeldjursart som först beskrevs av Ludwig Carl Christian Koch 1873.  Rhacochelifer tingitanus ingår i släktet Rhacochelifer och familjen tvåögonklokrypare. Inga underarter finns listade i Catalogue of Life.